# Tabanus tinctus
Tabanus tinctus är en tvåvingeart som beskrevs av Walker 1850. Tabanus tinctus ingår i släktet Tabanus och familjen bromsar.
Artens utbredningsområde är Grekland. Inga underarter finns listade i Catalogue of Life.